# Piwna rewolucja
Piwna rewolucja – powszechnie przyjęty termin w języku polskim, będący tłumaczeniem i adaptacją angielskiego określenia „the craft beer revolution” (rewolucja piwa rzemieślniczego) dotyczącego znaczących przemian w branży piwowarskiej w wielu krajach świata, w tym w Polsce, pod koniec XX i na początku XXI w. W szczególności oznacza on sprzeciw browarów rzemieślniczych, kontraktowych, restauracyjnych, a także domowych, wobec unifikacji i masowej produkcji piw.

## Cechy charakterystyczne rewolucji piwnej
Termin piwnej rewolucji nie odnosi się do wzrostu ilościowego produkcji piwa, lecz do wzrostu jakościowego obejmującego w szczególności zróżnicowanie i wzbogacenie oferty browarów o nowe style piwa, zwłaszcza z rodziny piw górnej fermentacji (typu ale). W rzeczywistości zjawisko rewolucji piwa rzemieślniczego ma charakter ewolucyjny, rozciągnięty w czasie i nie należy go utożsamiać z dosłownym znaczeniem terminu „rewolucja” jako szybkiej i dynamicznej zmiany. Jest to część szerszej, marketingowej narracji prowadzonej przez browary rzemieślnicze, piwowarów-rzemieślników oraz zaangażowanych konsumentów. Często określają się oni mianem buntowników i rewolucjonistów, których misją jest stawienie oporu zunifikowanym produktom wielkich koncernów piwnych. „Piwo rewolucyjne to piwo rzemieślnicze, czyli autentyczne, niezależne od trendów kreowanych przez globalne korporacje. Tym samym również klient tego segmentu w proponowanej retoryce wchodzi w rolę rewolucjonisty, osoby szukającej jakości, stając w opozycji do masowego produktu”.
Termin piwnej rewolucji nie dotyczy więc jednego, przełomowego momentu, lecz obejmuje szerokie spektrum zjawisk rozciągniętych w czasie. Należą do nich przede wszystkim:
- dynamiczny wzrost liczby mikrobrowarów, browarów restauracyjnych i kontraktowych;
- warzenie rzemieślniczych piw nowofalowych najczęściej górnej fermentacji;
- używanie dotychczas niestosowanych odmian surowców (chmiele, drożdże, słody), dodatków (owoce, przyprawy, warzywa, zioła i in.), technik piwowarskich (chmielenie na zimno, zakwaszanie zacieru, wtórna fermentacja);
- rozwój nowych, często autorskich koncepcji instalacji browarniczych;
- stosowanie wielu różnych, często nowatorskich metod warzenia piwa;
- warzenie piw we wszystkich możliwych stylach piwnych, jak również stylowych hybryd czy całkowicie piw autorskich, eksperymentalnych;
- odtwarzanie piw historycznych lub adaptowanie ich do współczesnych warunków;
- wzrost znaczenia uprawy nowych odmian chmielu, produkcji słodów specjalnych czy rzadkich i specjalnych odmian drożdży.

Efektem zmian w produkcji piwa jest wzrost zainteresowania i popytu na produkty małych browarów rzemieślniczych, powstawanie nowych segmentów sprzedaży piwa jak sklepy specjalistyczne i puby z piwem rzemieślniczym tzw. multitapy. W krajach, w których miała miejsce piwna rewolucja, zauważalny jest znaczny wzrost liczby podmiotów gospodarczych wytwarzających i oferujących piwo, znaczny wzrost ilościowy unikalnych piw, stawianie na jakość i związek twórcy z produktem, dbałość o składniki, specjalizacja oraz wyjątkowość.
Do rezultatów piwnej rewolucji zaliczyć można także:
- pojawienie się specjalistycznych sklepów z piwem;
- rozwój multitapów;
- licznie powstające festiwale piwne skierowane zarówno do masowego odbiorcy, jak i do wyrafinowanego konsumenta piwa;
- rozwój turystyki piwnej;
- blogi lub vlogi o tematyce piwnej;
- rozwój oferty edukacyjnej obejmującej piwowarskie szkolenia, warsztaty, fachowe degustacje oraz nowe kierunki studiów.

## Geneza i tło historyczne
Rewolucja piwa rzemieślniczego poprzedzona była długim okresem konsolidacji i homogenizacji w globalnym przemyśle piwowarskim. Proces ten rozpoczął się na przełomie XIX i XX wieku i trwał przez większość XX wieku. W tym czasie browary łączyły się, były przejmowane lub bankrutowały. Przykładowo w Belgii liczba browarów spadła z ponad 3000 w 1900 r. do 143 w 1980 r., w Wielkiej Brytanii z ok. 1400 w 1930 r. do ok. 200 w roku 1980; w Niemczech z ponad 2000 w roku 1960 do ok. 1300 w roku 1990. Zmiany te zauważalne były również w Stanach Zjednoczonych, gdzie liczba największych, dominujących browarów spadła z 421 w 1947 r. do zaledwie 10 w 2014 r. Oznaczało to, że zaledwie 10 największych browarów i kilka piwnych stylów całkowicie zdominowało i zhomogenizowało amerykański rynek piwa. Jako przyczyny takich zmian w XX w. należy wymienić postęp technologiczny, zautomatyzowanie procesów warzenia, fermentacji i kondycjonowania piwa; przyspieszenie pakowania; usprawnienie dystrybucji dzięki coraz gęstszym sieciom drogowym; rozwój prasy, radia i telewizji, które umożliwiły zakrojone na szeroką skalę działania reklamowe, ale doprowadziły również do wzrostu kosztów reklamy; nowoczesna ekonomia i zarządzanie, które doprowadziły do konsolidacji kapitału i przedsiębiorstw w transnarodowych holdingach, czego efektem były globalne fuzje i przejęcia browarów i tworzenie grup piwowarskich i międzynarodowych korporacji skupiających kilka, a nawet kilkadziesiąt zakładów na całym świecie.
W niektórych krajach stosunkowo łatwo jest określić początek rewolucji piw rzemieślniczych. Chronologicznie jako pierwszy kraj, w którym rozpoczęła się rewolucja piwna, wymieniane są Stany Zjednoczone. Za ojca nowoczesnego piwowarstwa rzemieślniczego uznaje się Fritza Maytaga, który w 1965 r. zainwestował w upadający browar Anchor Brewing i dzięki skupieniu się na jakości, nowatorskich surowcach i nowych stylach piwnych osiągnął sukces komercyjny, wizerunkowy i ideowy, F. Maytag wskrzesił tradycyjne lokalne piwo Anchor Steam (piwo parowe), w 1975 r. jako pierwszy uwarzył piwo z chmielem Cascade dodatkowo chmielone na zimno (Liberty Ale), które stało się zaczątkiem nowego stylu american india pale ale. Maytag znalazł wielu naśladowców, z którymi chętnie dzielił się zdobytą wiedzą i doświadczeniem.
W 1978 roku prezydent USA podpisał ustawę, która znosiła obowiązujący od czasów prohibicji zakaz warzenia piwa w domu. Jeszcze w tym samym roku amerykańscy piwowarzy domowi powołali American Homebrewers Association (Amerykańskie Stowarzyszenie Piwowarów Domowych). Stowarzyszenie to powołało w roku 1985 Beer Judge Certification Program (Program Certyfikacji Sędziów Piwnych), który od tamtej pory opracowuje opisy stylów piwnych oraz przeprowadza szkolenia i egzaminy sędziowskie. W tym samym roku liczba mikrobrowarów (37) przekroczyła liczbę makrobrowarów (34). Z inicjatywy coraz liczniejszych browarów rzemieślniczych powstała w 2005 r. Brewers Association – stowarzyszenie zrzeszające obecnie ponad 5000 podmiotów gospodarczych oraz osób promujących piwowarstwo rzemieślnicze i domowe.
Z kolei w Wielkiej Brytanii w roku 1971 powstała CAMRA, czyli Campaign for Real Ale (Kampania na rzecz Prawdziwego Piwa [ale]), natomiast pisarz i dziennikarz Michael James Jackson w 1977 r. opublikował pierwsze kompendium współczesnych stylów piwnych w swym dziele The World Guide to Beer, dając podwaliny pod teorię współczesnej typologii piw. Początek rewolucji piwa rzemieślniczego w Holandii datowany jest na rok 1981, w którym uruchomiono pierwszy nowy browar od czasów II wojny światowej. Pierwszy brewpub we Włoszech został założony w 1988 r., natomiast w Australii browarnictwo rzemieślnicze rozpoczęło się około 1980 r.
W niektórych krajach, szczególnie o długiej tradycji małych browarów jak Belgia, Niemcy, Czechy czy Wielka Brytania, trudno jest precyzyjnie określić początek zmian, jednak w każdym z tych krajów można wskazać wyraźnie zarysowany okres, w którym małe browary rzemieślnicze zaczynają warzyć nowatorskie, nowofalowe, kreatywne i specjalistyczne piwa. W każdym kraju zmiany na rynku piwa następowały powoli, ale ruch piwa rzemieślniczego konsekwentnie rósł. Zmiany na rynku piwowarskim wpisują się w globalne trendy na rynku żywności na początku XXI w., w szczególności w potrzebę urozmaicenia i różnorodności produktów spożywczych. Coraz bardziej świadomi konsumenci zaczęli wykazywać rosnące zainteresowanie lokalnymi produktami, środowiskiem produkcji, zrównoważonym rozwojem i coraz bardziej krytykowali globalizację produkcji. Rozpowszechnianie żywności ekologicznej, wprowadzenie oznaczeń geograficznych takich jak certyfikaty UE Chroniona nazwa pochodzenia, czy Chronione oznaczenie geograficzne, sukces drobnych ekorolników i ruch Slow Food coraz dobitniej akcentowały i umacniały wartość produktów rzemieślniczych. Rozwój rynku piwa rzemieślniczego jest nieodłącznie związany ze wzrostem zapotrzebowania konsumentów na różnorodność.

## Piwna rewolucja w Polsce

### Sytuacja polskiego piwowarstwa pod koniec XX wieku

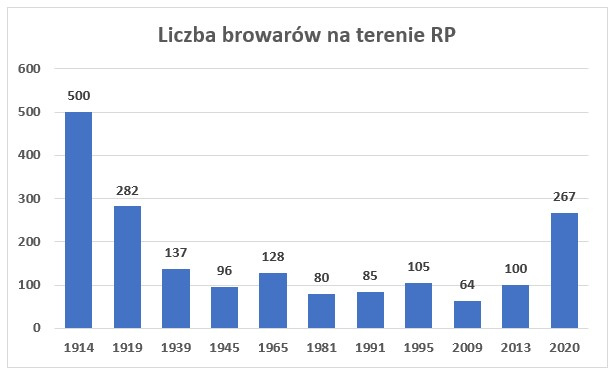
Liczba czynnych browarów w Polsce. W latach 2010–2020 powstało ponad 200 nowych warzelni komercyjnych

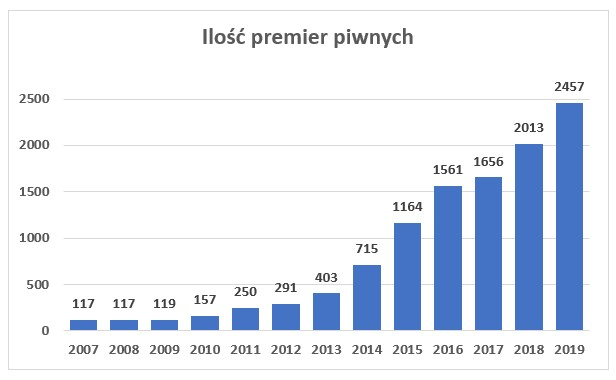
Liczba premierowych marek piwnych na przestrzeni ostatnich lat

W okresie transformacji systemu społeczno-gospodarczego w latach 90. XX w. nastąpiła silna dynamika przekształceń własnościowych w przemyśle piwowarskim. Przyczyną tego było postrzeganie Polski jako bardzo atrakcyjnego i przyszłościowego miejsca inwestycji dla międzynarodowego kapitału. Wcześniej, w okresie PRL-u spożycie piwa było niewielkie, jednak od połowy lat 80. sukcesywnie rosło. Polskie piwo cechowała niska jakość, ale jej poprawa rokowała większe spożycie, rentowność branży piwowarskiej była stosunkowo wysoka. Otwarcie Polski na kapitał zagraniczny oraz ułatwienia prawno-finansowe związane z prywatyzacją i reprywatyzacją polskiej gospodarki zachęciły największe transnarodowe korporacje piwowarskie na świecie do aktywnych inwestycji w polskie browarnictwo.
Intensywność zmian, przejęcia zakładów, konsolidacje i upadłości, którym towarzyszyła rosnąca konsumpcja piwa były bardzo duże i spowodowały, że na początku XXI w. na polskim rynku piwa oligopolistyczną pozycję ugruntowały 3 duże grupy piwowarskie: Kompania Piwowarska (SAB Miller, od 2016 r. Asahi Group), Carlsberg Polska (Carlsberg) i Grupa Żywiec (Heineken), a udział browarów z przeważającym kapitałem zagranicznym wyniósł 85%. Zamknięcia nierentownych zakładów, znaczne inwestycje w precyzyjnie wyselekcjonowane browary, powierzenie marketingu agencjom reklamowym o światowej renomie oraz nowoczesne, korporacyjne zarządzanie spowodowały, że polskie browary należały do grona najnowocześniejszych na świecie, a dzięki trzykrotnemu zwiększeniu konsumpcji Polska awansowała do grona największych konsumentów piwa na świecie. Jednocześnie bezwzględna walka na polskim rynku i zasada maksymalizacji rentowności doprowadziła do zamknięcia wielu zakładów. W latach 1991–2018 zamkniętych zostało 78 warzelni. Rekordowo niską liczbę browarów zanotowano w 2009 r. Było ich wówczas 64.
Sukcesy finansowo-wizerunkowe stały się możliwe w dużym stopniu dzięki samemu produktowi, czyli zunifikowanemu, łatwo powtarzalnemu, atrakcyjnemu, łatwemu w odbiorze i taniemu w produkcji piwu stworzonemu dla możliwie jak największego grona odbiorców. Był to tzw. międzynarodowy lager, czyli jasne piwo dolnej fermentacji pozbawione wyraźnych cech wyróżniających dany browar. Maksymalizacja wydajności odbywała się kosztem elementów cenotwórczych, czyli jakości i różnorodności. Efektem automatyzacji procesu warzenia piwa była normalizacja i uniformizacja produktu, spadek jakości, wyrównanie i obniżenie walorów sensorycznych oferowanych piw.

### Faza wstępna rewolucji piwnej w Polsce w pierwszej dekadzie XXI wieku
Wszystkie te wydarzenia spowodowały, że od początku XXI w. zaczęła się w Polsce rozwijać alternatywna idea rozumienia piwa. Ogromną rolę w tym zakresie odegrało piwowarstwo domowe i piwowarzy hobbyści, którzy jako pierwsi starali się tworzyć innego rodzaju piwa niż powszechnie dostępne i rozwijali wiedzę o piwie, stylach piwnych, technikach warzenia czy degustacji piwa.
W 2000 r. powstał Browamator – pierwszy w Polsce sklep ze sprzętem i surowcami dla piwowarów domowych, którego współzałożycielem był Ziemowit Fałat, późniejszy piwowar i współtwórca browaru PINTA. Na swoich stronach zamieszczał porady dla piwowarów domowych, a na pytania dotyczące warzenia piwa odpowiadał dr Andrzej Sadownik – prekursor piwowarstwa domowego w Polsce. W 2001 r. uruchomiony został portal i forum internetowe Browar.biz, który umożliwił wymianę doświadczeń pomiędzy osobami zainteresowanymi szeroko pojętym piwowarstwem i rynkiem piwa. W 2003 r. powstał pierwszy w Polsce Konkurs Piwowarów Domowych zorganizowany przez Ziemowita Fałata i Grzegorza Zwierzynę w Browarze Żywiec przy okazji Giełdy Birofilów. W 2004 r. po raz pierwszy zorganizowane zostały przez Agnieszkę Wołczaską-Prasolik Wrocławskie Warsztaty Piwowarskie. W konwencji wykładowo-warsztatowej stanowiły one spotkanie piwowarów domowych z całej Polski. W 2007 r. powstało forum Piwo.org, przeznaczone dla piwowarów domowych. W tym samym roku w Żywcu odbyła się pierwsza edycja Konkursu Piw Rzemieślniczych. W 2009 r. po raz pierwszy komercyjny browar, Browar Zamkowy w Cieszynie (wówczas: Bracki Browar Zamkowy) uwarzył piwo według receptury piwowara domowego Jana Krysiaka, zdobywcy tytułu Grand Championa w Konkursie Piwowarów Domowych w Żywcu. Było to pierwsze piwo piwowara domowego powszechnie dostępne w sklepach w całej Polsce. Umożliwiona dzięki internetowi komunikacja piwowarów domowych z całej Polski doprowadziła do założenia w 2010 r. Polskiego Stowarzyszenia Piwowarów Domowych. Paralelnie powstawały browary restauracyjne, które miały wyłącznie lokalny charakter, jednak oferowały piwa niepasteryzowane, niefiltrowane, jasne, ciemne, pszeniczne i czasami nowofalowe. Najstarszymi browarami restauracyjnymi w Polsce są w dalszym ciągu czynne browar Spiż we Wrocławiu (zał.: 1992) i C.K. Browar w Krakowie (zał.: 1996). Jednak dopiero w pierwszej dekadzie XXI w. powstały następne browary restauracyjne, których do roku 2011 otworzyło się już 28. Wraz z rosnącą i coraz bardziej różnorodną ofertą piwną zaczęły powstawać festiwale piwne. W 2010 r. powstał Wrocławski Festiwal Dobrego Piwa oraz Festiwal Birofilia. W kolejnych latach dołączyły: Warszawski Festiwal Piwa, Beer Geek Madness czy Poznańskie Targi Piwne, w 2016 roku odbyło się w całej Polsce blisko 30 festiwali piwa.

### Debiut Ataku Chmielu jako początek piwnej rewolucji w Polsce
Właściwy przełom, stanowiący zaczątek piwnej rewolucji piwa rzemieślniczego w Polsce nastąpił w 2011 r., kiedy powstał browar kontraktowy PINTA, a premierę podczas Festiwalu Dobrego Piwa we Wrocławiu miało 7 maja 2011 r. piwo Atak Chmielu. Mimo że nie był to pierwszy przypadek w Polsce uwarzenia piwa komercyjnego przez piwowara domowego, to jednak była to premiera zapowiadana, wyczekiwana i odbyła się na największym w Polsce festiwalu piwnym. Pojawienie się Ataku Chmielu było sygnałem zmiany na polskim rynku piwa i stanowiło początek piwnej rewolucji w Polsce, która przypadła na drugą dekadę XXI w. Jako pierwsze stacjonarne browary rzemieślnicze (nie restauracyjne) powstały w 2012 r. Browar Artezan i Ursa Maior. W kolejnych latach zakładanych było po kilkadziesiąt nowych browarów rzemieślniczych i kontraktowych, które wprowadzały na rynek średnio po kilkanaście nowych piw. Co prawda pod względem wolumenowym w dalszym ciągu dominował jasny lager warzony masowo przez największe grupy piwowarskie, jednak pod względem liczby produkowanych marek zdecydowanie prym wiodły piwa górnej fermentacji, wśród których na czoło wysunęły się różne odmiany india pale ale. Swój renesans przeżyły takie style jak porter bałtycki czy grodziskie, a zauważalnymi trendami były piwa mocne i bardzo mocne, starzone w drewnianych beczkach (barrel-aged), bezalkoholowe czy z różnymi dodatkami (owoce, rośliny, zioła). Odpowiedzią na rosnące zapotrzebowanie przemysłu piwowarskiego w wykwalifikowaną kadrę było powstanie w 2016 r. studiów piwowarskich we Wrocławiu i Krakowie. W 2018 roku kilkadziesiąt browarów rzemieślniczych i kontraktowych powołało Polskie Stowarzyszenie Browarów Rzemieślniczych, którego celem jest m.in. popularyzacja piwa rzemieślniczego oraz marketingowe czy prawne działania na rzecz najmniejszych browarów w Polsce. W 2020 r. stowarzyszenie ustanowiło znak Piwo Kraftowe, który umieszczany na etykiecie produktu ma podkreślać pochodzenie piwa z browaru rzemieślniczego warzącego na niewielką skalę, w oparciu o tradycyjne surowce piwowarskie.

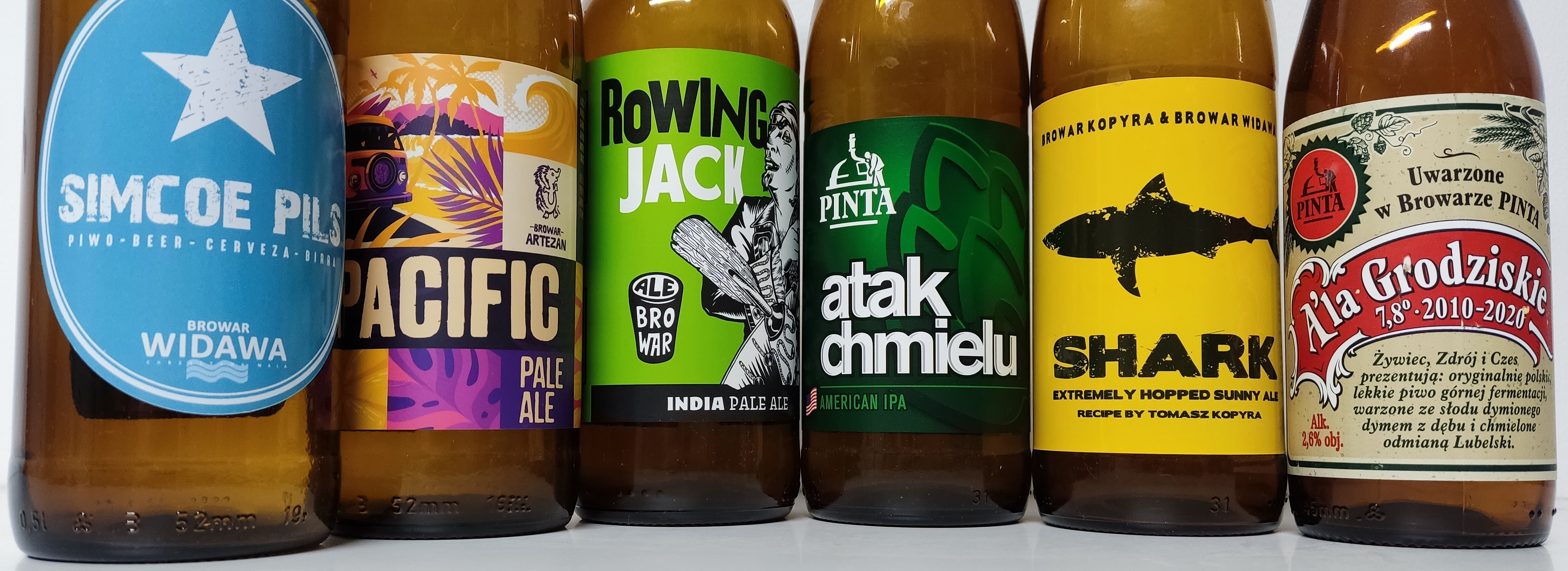
Piwa z browarów AleBrowar, Artezan, PINTA, Widawa

### 10 lat piwnej rewolucji w Polsce
Na tle międzynarodowym można wyróżnić jedną cechę charakterystyczną dla polskiego rozwoju rewolucji piwnej. Była to ogromna rola browarów kontraktowych, których ilość oscylowała wokół 1/3 – 1/2 wszystkich podmiotów piwowarskich w drugiej dekadzie XXI w. Browary kontraktowe, które nie musiały inwestować w drogi i nowatorski sprzęt, a jedynie odpłatnie wykorzystywały stacjonarne warzelnie, mogły skupić swoje siły i środki na samym piwie, jego wizerunku i sprzedaży, tym samym bardzo mocno wzbogacając piwną ofertę i świadomość przeciętnych konsumentów w Polsce. Mimo że browary sięgały po style, surowce i inspiracje z całego świata, to nie bez znaczenia była również moda wśród małych browarów stacjonarnych na neolokalizm, czyli wyraźne powiązanie produktu z lokalną tradycją i miejscem jego wytworzenia. W 2019 r. blisko połowa małych browarów miała w swojej nazwie nawiązanie do lokalnego symbolu, miejsca lub obszaru, z którym czuła się blisko związana.
Niezwykle różnorodna oferta piwna spowodowała modyfikację preferencji konsumentów. Do tej pory większość konsumentów niezależnie od wieku była przywiązana do jednej lub kilku marek, kupując je regularnie, natomiast w 2017 r. 40% Millenialsów deklarowało, że poszukuje różnorodności, innowacyjności, lubi eksperymentować z piwnymi smakami i za każdym razem kupuje inne piwo.
„Piwna rewolucja zmieniła kulturę spożywania piwa, zaoferowała różnorodność smaków, a także wymusiła na dużych browarach analizę potrzeb i oczekiwań coraz bardziej świadomych konsumentów piwa”.